# 賈爾岡縣

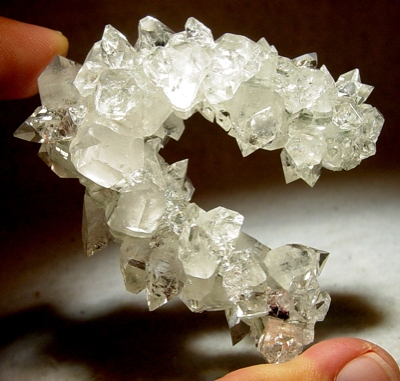

賈爾岡縣是印度的一個縣，位於該國西部，由馬哈拉施特拉邦負責管轄，面積11,765平方公里，人口在2001至2011年期間增長14.71%，2011年人口4,224,442，人口密度每平方公里359人。

## 外部連結
- Jalgaon district official website （页面存档备份，存于）
- Shree Parola Balaji （页面存档备份，存于）

18°39′0″N 75°6′0″E / 18.65000°N 75.10000°E